# Cerreto (Sorano)
Cerreto is een plaats (frazione) in de Italiaanse gemeente Sorano.